# Poranění hlavy
Poranění hlavy je v širším smyslu slova zranění jakékoli struktury hlavy či orgánů, které ji tvoří. V užším smyslu slova se tímto termínem nejčastěji myslí poranění mozku. Často se používá odborný termín kraniocerebrální poranění nebo kraniocerebrální trauma.
Poranění hlavy je možno rozdělit podle toho, které její části a v jaké hloubce byla zraněním poškozeny, podle typu poranění, oblasti apod. Vlastní dělení používá i Mezinárodní klasifikace nemocí, existují však víceré další, podle různých autorů (často se liší pode potřeb jednotlivých medicínských odborů).

## Rozdělení
Poranění hlavy je možno rozdělit například podle:
- hloubky poranění:
  - povrchové poranění hlavy – řadí se sem pohmožděniny, odřeniny, bodné, sečné a řezné rány (pokud nezasahují do orgánů – oko, mozek apod.)
  - zlomeniny lebky (zlomeniny lebeční klenby, zlomeniny spodiny lebeční, zlomeniny obličejové časti lebky)
  - nitrolebeční poranění (poranění lebky a mozku - kraniocerebrální trauma)
- podle poškozených orgánů na:
  - poranění kůže
  - poranění nosu
  - poranění tváře
  - poranění oka – často se vyčleňuje samostatně
- podle typu poranění na:
  - uzavřené – např. otřes mozku, pohmoždění mozku
  - otevřené – např. střelné nebo sečné poranění
- podle času a etiopatogeneze na:
  - primární – vznikající v čase poranění
  - sekundární – vznikající dříve jak následek úrazu; může mít intrakraniální (nitrolebeční) nebo systémovou (celo-tělní) povahu
- podle způsobu vzniku na:
  - přímé (též translační) – v místě střetu působící síly s hlavou
  - nepřímé – vznikají náhlou akcelerací, zbrzděním anebo rotačními silami, které se přenášejí na mozek

Poranění hlavy patří do působnosti vícerých oborů medicíny. Věnuje se jim maxilofaciální chirurgie, traumatologie, neurologie, neurochirurgie, radiologie, rehabilitace, otorinolaryngologie, oční lékařství, stomatologie a další. Každý z těchto oborů používá vlastní dělení poranění hlavy, které jsou zaměřené na oblast jejich zájmu a odrážejí jejich charakter, závažnost a způsoby léčby. Například klinicky se stupeň závažnosti poranění mozku posuzuje pomocí tzv. Glasgowské škály poruch vědomí  (angl. Glasgow Coma Scale).